# Lala Love Songs
Lala Love Songs este cel de-al doilea album al trupei Lala Band (vedeta serialului Pariu cu viața), care a fost lansat pe 11 martie 2011 în cadrul primului concert de amploare al trupei, la Sala Palatului, toate loculile fiind ocupate (5000).

## Albumul
Albumul conține 18 piese, dintre care 12 cover-uri după trupe celebre (Queen, Sting și altele) și 6 melodii proprii, compuse de Ionuț Adrian Radu.
La 6 luni de la lansare a fost distins cu discul de aur.

## Melodii
| Track | Melodia                        | Interpreți                                  |
| ----- | ------------------------------ | ------------------------------------------- |
| 01    | Lala Love Song                 | Lala Band                                   |
| 02    | Where the Wild Roses Grow      | Alina Eremia, Dorian Popa                   |
| 03    | If You Don't Know Me By Now    | Alexia Talavutis, Dima Trofim               |
| 04    | My Real Love                   | Alina Eremia, Dorian Popa                   |
| 05    | Could I Have This Kiss Forever | Sore Mihalache, Raphael Tudor               |
| 06    | You Lost Me                    | Alina Eremia                                |
| 07    | Am învățat să lupt             | Alina Eremia, Dorian Popa, Lala Band        |
| 08    | Come Away With Me              | Cristina Ciobănașu                          |
| 09    | Wicked Game                    | Vlad Gherman                                |
| 10    | Stage of Joy                   | Lala Band                                   |
| 11    | High                           | Alexia Talavutis, Dima Trofim               |
| 12    | You Belong With Me             | Mihai Cernea, Gloria Melu                   |
| 13    | Mad About You                  | Sore Mihalache                              |
| 14    | Avem același vis               | Lala Band                                   |
| 15    | Need You Now                   | Cristina Ciobănașu, Vlad Gherman            |
| 16    | Tell Him                       | Alina Eremia, Sore Mihalache                |
| 17    | Who Cares?                     | Alina Eremia, Dorian Popa                   |
| 18    | Fragile                        | Alina Eremia, Cristina Ciobănașu, Lala Band |